# Íñigo Méndez de Vigo Montojo
Íñigo Méndez de Vigo i de Montojo (en castellà: Íñigo Méndez de Vigo y Montojo) (Tetuan, Protectorat espanyol al Marroc, 21 de gener de 1956), IX baró de Claret, funcionari i polític espanyol, fou el ministre d'Educació, Cultura i Esport d'Espanya, des de 2015 i fins a 2018, i portaveu del Govern d'Espanya, des de 2016 fins a 2018. Va ser eurodiputat al Parlament Europeu (1992-2011).

## Biografia
Va néixer el 21 de gener de 1956 a Tetuan -llavors sota el Protectorat espanyol del Marroc- on el seu pare havia estat destinat com a tinent d'infanteria. La seva àvia materna, l'escriptora Carmen de Icaza, era la VIII baronessa de Claret, títol nobiliari en el qual la succeí l'any 1980.
Va cursar el batxillerat al Col·legi Alemany de Madrid i va estudiar anglès al British Institute School i francès a l'Académie française. Es va llicenciar en Dret per la Universitat Complutense de Madrid el 1978. Durant aquesta època d'universitat va firmar, el 1976, una polèmica carta de 17 alumnes de la facultat de dret dirigida a qui era aleshores el ministre d'educació, Carlos Robles Piquer, en què defensava la violència d'extrema dreta com a "legítima defensa".
És lletrat de les Corts Generals d'Espanya per oposició -actualment en excedència- des de 1981. El 1982 va ser nomenat director de Relacions Interparlamentàries de les Corts Generals.
Demanà l'excedència del seu lloc de treball com a funcionari i s'incorporà entre 1984 i 1989 com a conseller especial de l'aleshores secretari general del Consell d'Europa, Marcelino Oreja. Paral·lelament exercí la docència en diferents ocasions: va ser professor de Dret Constitucional a la Universitat Complutense (1981-84), professor convidat de l'Institut Internacional de Drets Humans d'Estrasburg (1986-89) i professor de Dret Comunitari a la Universitat CEU San Pablo (1989-91).
Advocat col·legiat entre 1989 i 1998 al Col·legi de Madrid, va ser soci del bufet Ruiz-Navarro y Asociados i entre 1994 i 1998 va ser soci-director del bufet García-Margallo y Méndez de Vigo.
El 1989 va començar a militar al Partit Popular i el mateix any va ser candidat a les eleccions al Parlament Europeu. Tot i que no va ser escollit eurodiputat, en va adquirir la condició l'any 1992 i fins al 2011 va ser membre de l'eurocambra per Espanya, elegit a les eleccions europees de 1994, 1999, 2004 i 2009. Al Parlament Europeu ha estat coordinador i portaveu del Partit Popular Europeu a la Comissió d'Afers Constitucionals, membre de la Comissió d'Afers Econòmics i Monetaris, membre substitut de la Comissió d'Afers Jurídics i ponent dels Tractats d'Amsterdam (1997), Niça (2001), Constitucional (2004) i Lisboa (2007). Va ser president de la Delegació del Parlament Europeu a la Convenció encarregada d'elaborar la Carta de Drets Fonamentals de la Unió Europea i vicepresident i ponent de la Convenció (1999-2000). El 2002 va ser designat president de la Delegació del Parlament Europeu a la Convenció Constitucional sobre el futur de la Unió. També va participar en el Comitè d'Acció per a la Democràcia a Europa (2006), encarregat de presentar propostes al Consell Europeu sobre la millor manera d'avançar a Europa.
Va combinar la seva dedicació parlamentària amb l'activitat a la Fundació Europea de les Ciències i la Cultura. En va ser conseller a partir de 1990, delegat general a Espanya des de 1996 i el 1997 va ser designat president de la Secció Espanyola del Comitè d'Acció per a la Unió Europea. També va participar en l'ONG Ajuda en Acció, on en va ser patró el 1999 i vicepresident el 2001, a la Fundació Acció Familiar, patró des de 2003, i el 2004 va ser president de l'Intergrup de l'Associació Quart Món.
Entre 1999 i 2003 va ser el titular de la Càtedra Jean Monnet d'Institucions Europees a la Facultat de Dret de la Universitat Complutense de Madrid. Al finalitzar l'etapa va ser nomenat catedràtic Jean Monnet ad honorem. El 2003 es va convertir en president del Consell Assessor de l'Institut d'Estudis Europeus de la Universitat CEU San Pablo. El 2009 va ser nomenat president del prestigiós Col·legi d'Europa.
El 23 de desembre de 2011 va ser nomenat secretari d'Estat per a la Unió Europea pel Consell de Ministres d'Espanya presidit per Mariano Rajoy. Durant aquella etapa, va ser el protagonista d'una polèmica diplomàtica: el 24 de juliol de 2012 va emetre un comunicat en nom del Ministeri d'Afers Exteriors espanyol on anunciava que els Governs d'Espanya, França i Itàlia demanaven la immediata execució dels acords del Consell Europeu que van aprovar l'ajuda directa a la banca a través d'un fons de rescat. Els Governs francès i italià van desmentir les informacions.
Per tal de corbir la marxa del ministre José Ignacio Wert, va ser nomenat ministre d'Educació, Cultura i Esport d'Espanya per Mariano Rajoy, càrrec del qual va prendre possessió el 26 de juny de 2015. Durant la XI Legislatura espanyola (2016) -que es va esgotar prematurament a causa de la impossibilitat del Congrés dels Diputats per escollir el president del Govern- i a l'inici de la XII (en curs) va exercir en funcions les seves responsabilitats ministerials. Fou escollit diputat al Congrés de Diputats (en exercici des de 2016) a les eleccions generals de 2015 i 2016.
Va renovar el seu nomenament al capdavant del Ministeri i a més va ser nomenat portaveu del Govern d'Espanya, càrrecs dels quals va prendre possessió el 4 de novembre de 2016.
El 2009 fou nomenat president del consell d'administració del Col·legi d'Europa, rellevant Jean-Luc Dehaene, exercint el càrrec fins que el 2019 el rellevà Herman Van Rompuy.

## Ascendència
El seu pare, Íñigo Méndez de Vigo i del Arco, militar, havia estat ajudant del dictador Francisco Franco i la seva mare, Paloma de Montojo i d'Icaza, és la II comtessa d'Areny. La seva àvia materna és l'escriptora Carmen de Icaza, VIII baronessa de Claret. Per línia paterna és descendent de Francisco de Cubas, marquès de Cubas, arquitecte i promotor de la Catedral de l'Almudena de Madrid, i de la reina Maria Cristina de Borbó-Dues Sicílies i del seu segon marit Agustín Fernando Muñoz, duc de Riánsares. Per la línia materna té per avantpassat a Leopoldo de Gregorio, I marquès d'Esquilache i ministre del rei Carles III d'Espanya. És nebot de la política espanyola Carmen Díez de Rivera Icaza, estreta col·laboradora d'Adolfo Súarez i coneguda com la Musa de la Transició. Es descendent de Santiago Mendez de Vigo (1790-1860), heroi de la guerra del francès amb el regiment d'infanteria Covadonga, ascendit per mèrits militars a general en les Primera Guerra Carlina, ministre de la Guerra el 1836, governador de Puerto Rico (1841-1844) i senador vitalici des de 1845.

## Matrimoni i descendència
Es va casar l'any 1985 a la capella de la finca Las Jarrillas amb María Pérez de Herrasti Urquijo, filla de Ramón Pérez de Herrasti Nárvaez, XIV marquès d'Albaida, i de Begoña Urquijo Álvarez d'Eulate, filla dels marquesos de Bolargue.
Fruit del seu matrimoni amb María Pérez de Herrasti Urquijo va néixer una filla:
- Inés Méndez de Vigo Pérez de Herrasti (2001)[18]

La seva muller és cosina de Pedro Morenés, ministre de Defensa d'Espanya (2011-2016) i de l'empresari Borja Prado, president d'Endesa.

## Publicacions
És autor de nombroses publicacions sobre temes europeus i constitucionals entre altres:
- Una reforma fiscal para España, amb José Manuel García-Margallo (Ed. Lid, 1996)
- Financiación de las comunidades autónomas y corresponsabilidad fiscal, amb José Manuel García-Margallo i Vicente Martínez-Pujalte (Fundación Bancaixa, 1996)
- La apuesta europea: de la moneda a la unión política, amb José Manuel García-Margallo (Ed. Política Exterior, 1998)
- Europa paso a paso (2002)
- El rompecabezas. Así redactamos la Constitución europea (Ed. Biblioteca Nueva i Real Instituto Elcano, 2005)
- ¿Por qué una Constitución para Europa? 25 respuestas, amb Marcelino Oreja i Juan Antonio Carrillo Salcedo (Ed. Reial Acadèmia de Ciències Morals i Polítiques, 2005)
- Alegato por Europa (Ed. Biblioteca nueva, 2006)
- Coordinador: ¿Qué fue de la Constitución europea? (Ed. Planeta, 2007)
- Editor: Liber Amicorum Marcelino Oreja Aguirre (Ed. Cinterco, 2010)

És columnista del diari ABC i col·laborador d'El Economista.

## Distincions

### Distincions honorífiques

#### Distincions honorífiques espanyoles
- Cavaller de l'Orde del Mèrit Civil, gran creu (19 de gener de 2001)[19]
- Membre de l'Orde del Mèrit Constitucional, medalla (9 de maig de 2011)[20]

#### Distincions honorífiques estrangeres
- Gran oficial de l'Orde de l'Estel de la Solidaritat Italiana (República italiana, 22 d'abril de 2008)[21]
- Gran Creu de l'Orde del Mèrit de la República Federal d'Alemanya (República Federal d'Alemanya, 2010)
- Gran oficial de l'Orde de Sant Carles (República de Colòmbia, 2011)[22]
- Cavaller de la Legió d'Honor (República francesa, 28 de març de 2011)[23]
- Comanador de l'Orde de Leopold II (Regne de Bèlgica, 2012)
- Cavaller d'honor i devoció en obediència del Sobirà Orde Militar de Sant Joan de Jerusalem, Rodes i Malta[24]

### Medalles
- Medalla de Plata del Reial Institut d'Estudis Europeus (2001)
- Medalla d'Honor de la Societat General d'Autors i Editors (2002)
- Medalla d'Or de la Fundació del Mèrit Europeu (2002)
- Medalla d'Or dels Comitès d'Acció per la Unió Europea (2007)

### Premis
- Premio de Periodisme Europeu Salvador de Madariaga (1999)
- Premi a l'eurodiputat de l'any de l'Associació de Periodistes Parlamentaris (2003)
- Premi Capalbio - European Special Award (2009)